# 富山市池多駐在所襲撃事件
富山市池多駐在所襲撃事件（とやましいけだちゅうざいしょしゅうげきじけん）は、2019年1月24日午後3時ごろ、富山市にある富山西警察署池多駐在所で発生した襲撃事件。

## 概要
拾得物を届けに来たと装って駐在所を訪れた大学生が居合わせた警察官を襲撃。大学生はハンマーで警官の頭を殴り、ナイフで顔を切りつけたが、警官側も反撃して男を取り押さえ殺人未遂の現行犯で逮捕した。
襲撃を受けた警官は、偶然にも逮捕術の全国大会に出場歴がある術科特別訓練員であった。
富山県警察では前年に、警官が死亡した富山市奥田交番襲撃事件が発生している。

## 裁判

### 一審
2020年1月14日、逮捕された元大学生は、富山地方裁判所の裁判員裁判初公判で、強盗殺人未遂罪の起訴内容を認めた。富山地方検察庁は、冒頭陳述で動機について「恋人にふられ、強い喪失感から警官を襲って拳銃を奪い、自殺しようと思い立った」ことを指摘。強固な意志に基づき襲ったことを指摘した。弁護士は、鑑定留置で大学生が自閉症スペクトラム障害と診断されており、「他人とうまく関係がつくれず、長年、自殺願望があった。拳銃を奪うのが目的で、警官を殺害しようとまでは考えていなかった」と反論。
同年1月20日、富山地方裁判所で判決が行われ、裁判官は元大学生に対して「身勝手な動機による犯行」と言及した上で、懲役14年（求刑懲役20年）を言い渡した。

### 二審
元大学生側は刑が重すぎるとして控訴、控訴審では弁護側が自閉症スペクトラム障害の評価に誤りがあるとして主張した。2020年7月7日、名古屋高等裁判所金沢支部は、懲役14年とした一審判決を破棄して懲役12年に減刑した。争点となった自閉症スペクトラム障害については「犯行時は自らの判断や行動に重大な影響を与えるほどの症状はなく、評価は不合理なものではない」と退けられたが、被害者側と一部和解が成立し、減刑が認められた。